# 자예차르구

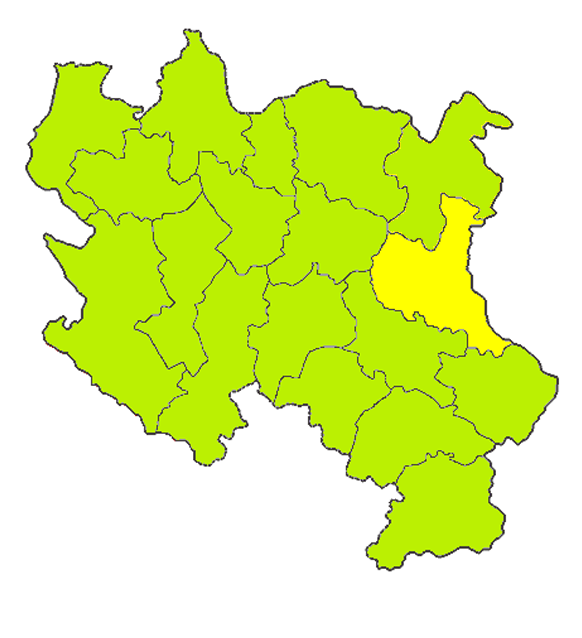
자예차르 구의 위치

자예차르구(세르비아어: Зајечарски округ, Zaječarski okrug)는 세르비아 동부에 위치한 구로 행정 중심지는 자예차르이며 면적은 3,623km2, 인구는 137,561명(2002년 인구 조사 기준), 인구 밀도는 37.7명/km2이다. 동쪽으로는 불가리아와 국경을 접한다.

## 지방 자치체
4개 지방 자치체와 5개 군, 168개 마을을 관할한다.
- 볼레바츠 (Boljevac)
- 크냐제바츠 (Knjaževac)
- 자예차르 (Zaječar)
- 소코바냐 (Sokobanja)

## 인구
인구와 민족 분포는 2002년 인구 조사를 기준으로 한다.
- 세르비아인: 124,427명 (90.45%)
- 루마니아인(블라크인): 7,155명 (5.20%)
- 로마인: 1,194명 (0.87%)

| 연도  | 인구    | ±%     |
| ----- | ------- | ------ |
| 1948  | 173,603 | —      |
| 1953  | 177,332 | +2.1%  |
| 1961  | 178,623 | +0.7%  |
| 1971  | 172,424 | −3.5%  |
| 1981  | 170,682 | −1.0%  |
| 1991  | 158,131 | −7.4%  |
| 2002  | 137,561 | −13.0% |
| 2011  | 119,967 | −12.8% |
| 출처: |         |        |

## 같이 보기
- 세르비아의 행정 구역